# Klubi Sportiv Flamurtari Vlorë 2011-2012

## Rosa
| N. |                               | Ruolo | Calciatore               |
| -- | ----------------------------- | ----- | ------------------------ |
| 1  | Albania (bandiera)            | P     | Tahir Sulçaj             |
| 2  | Albania (bandiera)            | C     | Klaus Borakaj            |
| 3  | Nigeria (bandiera)            | D     | Abraham Alechenwu        |
| 4  | Croazia (bandiera)            | C     | Toni Pezo                |
| 5  | Albania (bandiera)            | D     | Julian Brahja (capitano) |
| 6  | Albania (bandiera)            | A     | Semiran Çela             |
| 7  | Albania (bandiera)            | C     | Gerhard Progni           |
| 8  | Albania (bandiera)            | C     | Lejdi Liçaj              |
| 9  | Svizzera (bandiera)           | C     | Nezbedin Selimi          |
| 10 | Macedonia del Nord (bandiera) | C     | Nijas Lena               |
| 11 | Albania (bandiera)            | D     | Franc Veliu              |
| 12 | Albania (bandiera)            | P     | Mikel Spaho              |
| 13 | Albania (bandiera)            | D     | Orjad Beqiri             |
| 16 | Albania (bandiera)            | D     | Polizoi Arbëri           |
| 17 | Albania (bandiera)            | C     | Bruno Telushi            |
| 18 | Montenegro (bandiera)         | D     | Blažo Rajović            |

| N. |                     | Ruolo | Calciatore        |
| -- | ------------------- | ----- | ----------------- |
| 19 | Albania (bandiera)  | D     | Gentjan Muça      |
| 20 | Albania (bandiera)  | C     | Taulant Kuqi      |
| 21 | Albania (bandiera)  | A     | Onils Idrizaj     |
| 22 | Croazia (bandiera)  | A     | Pero Pejić        |
| 23 | Albania (bandiera)  | C     | Dejvi Bregu       |
| 25 | Albania (bandiera)  | D     | Hegi Ziaj         |
| 28 | Albania (bandiera)  | D     | Artan Sakaj       |
| 77 | Albania (bandiera)  | C     | Ndriçim Shtubina  |
| 89 | Albania (bandiera)  | P     | Enea Koliçi       |
|    | Albania (bandiera)  | C     | Xhynejt Çutra     |
|    | Serbia (bandiera)   | A     | Mladen Brkić      |
|    | Albania (bandiera)  | A     | Migen Memelli     |
|    | Albania (bandiera)  | A     | Vilfor Hysa       |
|    | Bulgaria (bandiera) | A     | Dragomir Draganov |
|    | Albania (bandiera)  | A     | Andi Shabanaj     |
|    | Albania (bandiera)  | A     | Orgest Serjani    |